# Leschenaultia macquarti
Leschenaultia macquarti är en tvåvingeart som beskrevs av Toma och Guimaraes 2002. Leschenaultia macquarti ingår i släktet Leschenaultia och familjen parasitflugor.
Artens utbredningsområde är Arizona. Inga underarter finns listade i Catalogue of Life.